# Lista uczelni w Bośni i Hercegowinie

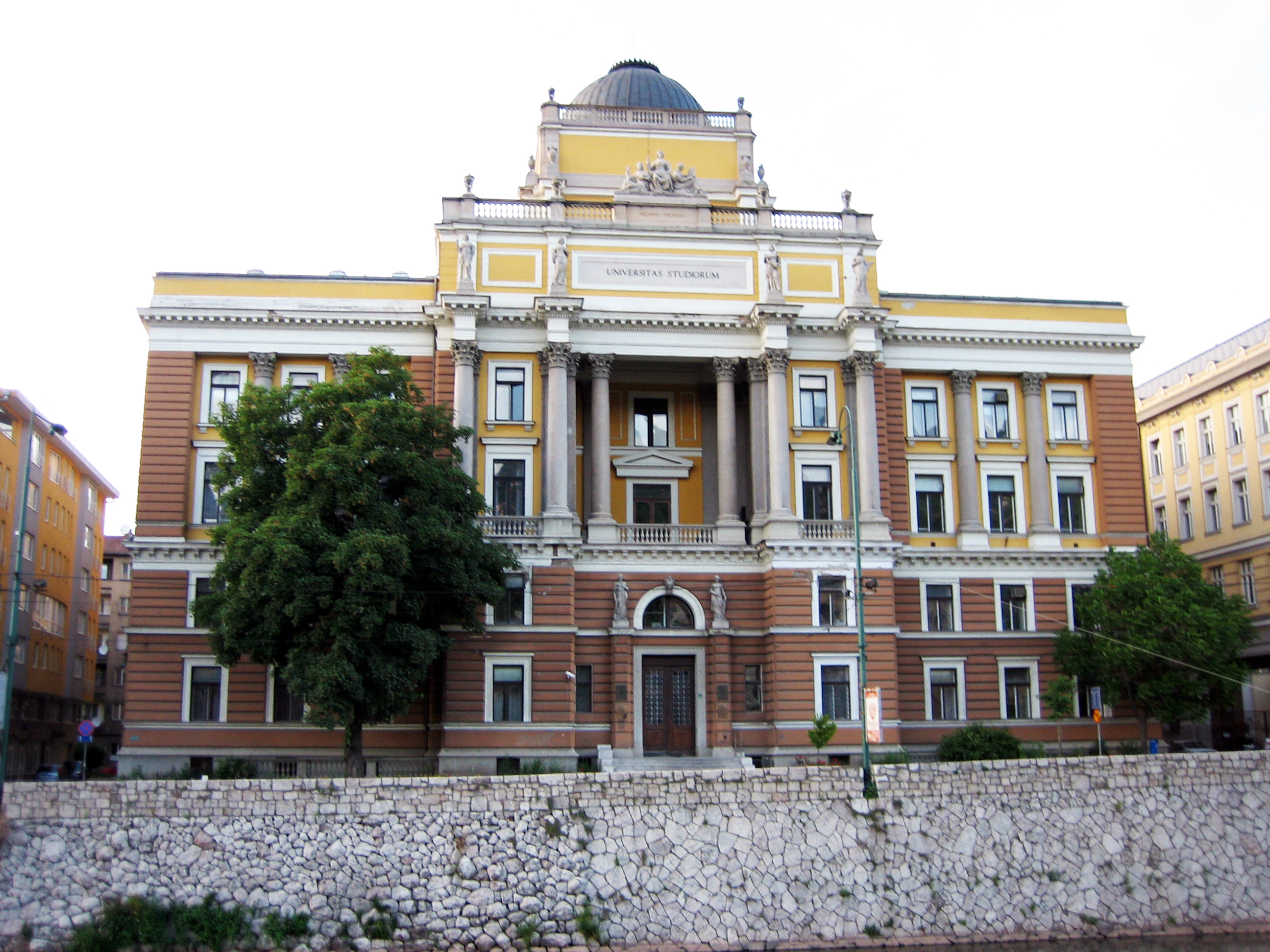
Uniwersytet w Sarajewie.

Lista uczelni w Bośni i Hercegowinie zawiera spis szkół wyższych w Bośni i Hercegowinie podzielony na dwie części: uczelnie publiczne i prywatne.

## Uczelnie publiczne

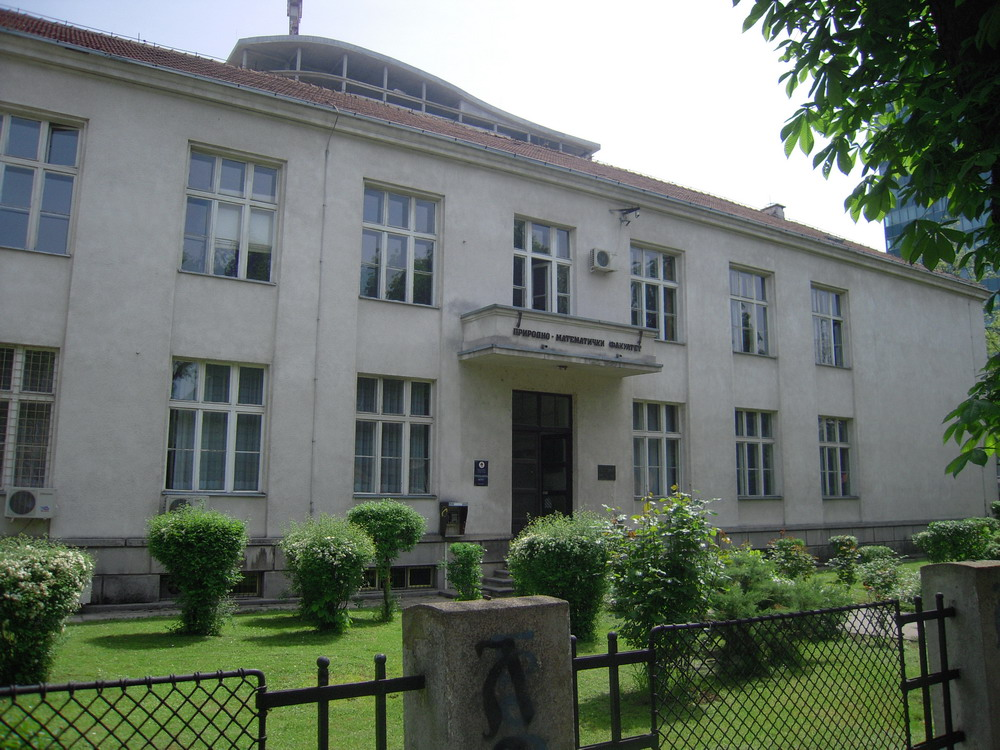
Uniwersytet w Banja Luce.

| Nazwa uczelni                           | Siedziba           | Rok założenia |
| --------------------------------------- | ------------------ | ------------- |
| Uniwersytet w Sarajewie                 | Sarajewo           | 1949          |
| Uniwersytet w Sarajewie Wschodnim       | Sarajewo Wschodnie | 1992          |
| Uniwersytet w Banja Luce                | Banja Luka         | 1975          |
| Uniwersytet w Mostarze                  | Mostar             | 1977          |
| Uniwersytet Džemala Bijedića w Mostarze | Mostar             | 1977          |
| Uniwersytet w Zenicy                    | Zenica             | 1961          |
| Uniwersytet w Bihaciu                   | Bihać              | 1997          |
| Uniwersytet w Tuzli                     | Tuzla              | 1976          |
| Uniwersytet w Travniku                  | Travnik            | 2007          |

## Uczelnie prywatne

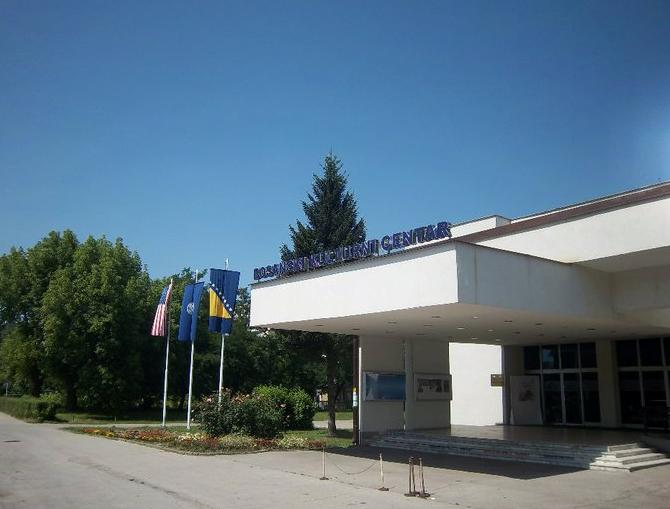
American University in Bosnia and Herzegovina.

| Nazwa uczelni                                                                            | Siedziba           | Rok założenia |
| ---------------------------------------------------------------------------------------- | ------------------ | ------------- |
| Univerzitet "Hercegovina"                                                                | Mostar, Medjugorje | 2010          |
| Internacionalni univerzitet u Sarajevu                                                   | Sarajewo           | 2003          |
| Sarajevo School of Science and Technology                                                | Sarajewo           | 2004          |
| Međunarodni univerzitet Burch                                                            | Sarajewo           | 2008          |
| American University in Bosnia and Herzegovina                                            | Tuzla              | 2005          |
| Internacionalni Univerzitet Travnik                                                      | Travnik            | 2006          |
| Međunarodni univerzitet "Phillip Noel Baker"                                             | Sarajewo           |               |
| Pan-European University "APEIRON"                                                        | Banja Luka         | 2007          |
| Banja Luka College                                                                       | Banja Luka         | 2013          |
| Visoka škola Komunikološki koledž u Banjaluci Kapa Fi (Komunikološki koledž u Banjaluci) | Banja Luka         | 2000          |
| Koledž za primjenjene i pravne nauke "Prometej"                                          | Banja Luka         | 2007          |
| Univerzitet Slobomir P                                                                   | Doboj, Bijeljina   | 2003          |
| Visoka škola za ekonomiju i informatiku                                                  | Prijedor           | 2010          |
| Univerzitet Sinergija                                                                    | Bijeljina          | 2005          |
| Koledž za poslovni menadžment "PRIMUS"                                                   | Gradiška           |               |
| Visoka škola računarstva i poslovnih komunikacija eMPIRICA                               | Dystrykt Brczko    | 2012          |
| Univerzitet "Bijeljina"                                                                  | Bijeljina          | 2012          |